# Aladin (1986)
Aladin (Originaltitel: Superfantagenio) ist eine Action-Komödie mit Bud Spencer aus dem Jahr 1986 und wurde von Cannon Films produziert. Gedreht wurde in Miami und anderenorts in den USA.

## Handlung
Der 14-jährige Al findet in einem alten Trödelladen, in dem er arbeitet, eine alte Öllampe. Als er anfängt, die Lampe zu putzen, erscheint ein großer, bärenstarker Geist. Der Geist behauptet, dass er schon über 200 Jahre in der Wunderlampe eingesperrt sei. Da Al ihn befreit hat, ist er neuer Gebieter des Dschinns, der ihm alle Wünsche erfüllen muss. Aber dies kann er nur, solange die Sonne scheint, nachts hat er keine magischen Kräfte. Al führt ein wunderbares Leben, er gewinnt im Wasserskirennen und für seine aussichtslos zurückliegende Schulmannschaft ein Basketballspiel – er hat sogar einen Rolls-Royce mit dem Dschinn als Chauffeur. Sein Glück hält jedoch nicht lange an, denn die Polizei wird auf den mysteriösen Geist aufmerksam. Außerdem schmiedet die Unterweltorganisation einen Plan, um mit Hilfe des Geistes die Weltherrschaft an sich zu reißen. Wenn er jemandem in die Hände fällt, der böse ist, dann würde der Dschinn auch ihm gehorchen müssen. Al und der Geist fliegen auf einem Teppich zum Bermuda-Dreieck und Al wirft die Wunderlampe dort hinein. Nun kann keiner mehr den Dschinn missbrauchen. Aber Al möchte auch seinen Freund nicht missen und wünscht sich, dass der Geist ein Mensch wird.

## Synchronisation
Die deutsche Fassung entstand bei der Rainer Brandt Filmproduktions GmbH in Berlin. Das Dialogbuch schrieb Rainer Brandt, der auch die Regie übernahm.
| Darsteller         | Rolle                                    | Synchronsprecher |
| ------------------ | ---------------------------------------- | ---------------- |
| Bud Spencer        | Genie                                    | Arnold Marquis   |
| Luca Venantini     | Al Haddin                                | Sven Hasper      |
| Luke Halpin        | Basketballtrainer                        | Jürgen Heinrich  |
| Julian Voloshin    | Jeremiah, als Großvater                  | Ingo Osterloh    |
| Diamy Spencer      | Patricia O’Connor                        | Judith Brandt    |
| Janet Ågren        | Mrs. Haddin                              | Evelyn Maron     |
| Tony Adams         | Monty Siracusa                           | Rainer Brandt    |
| Umberto Raho       | Polizeichef                              | Eric Vaessen     |
| Lou Marsh          | Trödelhändler Toni                       | Gerd Holtenau    |
| Fred Buck          | Sgt. O’Connor                            | Ortwin Speer     |
| Harold Bergman     | Chirurg                                  | Jörg Döring      |
| Bert Sheldon       | Dannys Vater                             | Lothar Mann      |
| Tim Lewis          | Eisverkäufer                             | Hans-Jürgen Wolf |
| Buffy Dee          | Kidnapper                                | Lothar Köster    |
| Giuseppe Pedersoli | Mafia-Opfer, das vom Geist gerettet wird | Eberhard Prüter  |

## Kritik
„‚Aladin‘ war die erste Hollywood-Produktion Bud Spencers, der in diesem schwerfälligen ‚Bezaubernde Jeannie‘-Verschnitt nicht die beste Figur macht, weniger wegen seiner Leibesfülle.“

Dagegen lobte das Lexikon des internationalen Films: „Ein durchaus ansprechendes modernes Märchen, das fast gänzlich auf die üblichen Spencer-Schlägereien verzichtet.“